# Dhekunuboduveli
Dhekunuboduveli is een van de onbewoonde eilanden van het Meemu-atol behorende tot de Maldiven.